# Traccatichthys
Genre
Traccatichthys est un genre de poissons d'eau douce et saumâtre téléostéens de la famille des Nemacheilidae (ordre des Cypriniformes).

## Répartition
Les espèces du genre Traccatichthys se rencontrent dans le Sud de la Chine, au Laos et au Viêt Nam.

## Liste des espèces
Selon World Register of Marine Species (8 avril 2024) :
- Traccatichthys bacmeensis (Nguyen & Vo, 2005)
- Traccatichthys pulcher (Nichols & Pope, 1927)
- Traccatichthys taeniatus (Pellegrin & Chevey, 1936)
- Traccatichthys tuberculum Du, Zhang & Chan, 2012

## Classification
Le nom valide complet (avec auteur) de ce taxon est Traccatichthys Freyhof & Serov (d), 2001.

## Étymologie
Le nom générique, Traccatichthys, est la combinaison de trac cat dérivé du vietnamien Cá, « poisson », nom vernaculaire donnée à l'espèce Traccatichthys taeniatus dans le centre du Viêt Nam, et du grec ancien ἰχθύς, ikhthús, « poisson ».

## Publication originale
- (en) Jörg Freyhof et Dmitri V. Serov, « Nemacheiline loaches from Central Vietnam with descriptions of a new genus and 14 new species (Cypriniformes: Balitoridae) », Ichthyological Exploration of Freshwaters, Allemagne, vol. 12, no 2,‎ juillet 2001, p. 133-191 (ISSN 0936-9902).